# Bo Hammarberg
Bo Hammarberg (1971) è un ex sciatore alpino svedese.

## Biografia
Hammarberg fu attivo in circuiti minori (Far East Cup, gare FIS, campionati nazionali) e si ritirò al termine della stagione 2002-2003; la sua ultima gara fu lo slalom gigante dei Campionati svedesi 2003, disputato il 28 marzo a Klövsjö. Non debuttò in Coppa Europa o in Coppa del Mondo né prese parte a rassegne olimpiche o iridate.

## Palmarès

### Campionati svedesi
- 1 medaglia:
  - 1 bronzo (slalom gigante nel 2001)